# پرچم ایالت مین
پرچم ایالت مین در ۱۶ ژوئن ۱۹۰۹ پذیرفته شد.